# Ölme, Visnums och Väse häraders valkrets
Ölme, Visnums och Väse häraders valkrets var i riksdagsvalen till andra kammaren 1866–1905 en egen valkrets med ett mandat. Valkretsen, som alltså omfattade Ölme, Visnums och Väse härader, slogs i valet 1908 samman med Färnebo härads valkrets under det nya namnet Östersysslets domsagas valkrets.

## Riksdagsmän
- Anders Berger, min (1867–1869)
- Andreas Andersson (1870–1872)
- Jonas Jansson (1873–1878)
- Lars Anderson (1879–vårsessionen 1887)
- Olof Anderson, gamla lmp 1888–1894, lmp 1895–1896, vilde 1897, Bondeska 1898–1899, lib s 1900–1908 (höstsessionen 1887–1908)

## Valresultat

### 1896
| Andrakammarvalet i Sverige 1896: Ölme, Visnums och Väse häraders valkrets | Andrakammarvalet i Sverige 1896: Ölme, Visnums och Väse häraders valkrets | Andrakammarvalet i Sverige 1896: Ölme, Visnums och Väse häraders valkrets | Andrakammarvalet i Sverige 1896: Ölme, Visnums och Väse häraders valkrets | Andrakammarvalet i Sverige 1896: Ölme, Visnums och Väse häraders valkrets | Andrakammarvalet i Sverige 1896: Ölme, Visnums och Väse häraders valkrets |
| Parti                                                                     | Parti                                                                     | Kandidat                                                                  | Röster                                                                    | %                                                                         | ±                                                                         |
| ------------------------------------------------------------------------- | ------------------------------------------------------------------------- | ------------------------------------------------------------------------- | ------------------------------------------------------------------------- | ------------------------------------------------------------------------- | ------------------------------------------------------------------------- |
|                                                                           | Partilös frihandelsvän                                                    | Olof Anderson                                                             | 497                                                                       | 56,3                                                                      |                                                                           |
|                                                                           | Partilös protektionist                                                    | Henrik Falkenberg                                                         | 384                                                                       | 43,5                                                                      |                                                                           |
|                                                                           | Annat                                                                     | Övriga kandidater                                                         | 2                                                                         | 0,2                                                                       |                                                                           |
| Valdeltagande                                                             | Valdeltagande                                                             | Valdeltagande                                                             | 885                                                                       | 67,4                                                                      |                                                                           |

- 2 röster kasserades.

### 1899
| Andrakammarvalet i Sverige 1899: Ölme, Visnums och Väse häraders valkrets | Andrakammarvalet i Sverige 1899: Ölme, Visnums och Väse häraders valkrets | Andrakammarvalet i Sverige 1899: Ölme, Visnums och Väse häraders valkrets | Andrakammarvalet i Sverige 1899: Ölme, Visnums och Väse häraders valkrets | Andrakammarvalet i Sverige 1899: Ölme, Visnums och Väse häraders valkrets | Andrakammarvalet i Sverige 1899: Ölme, Visnums och Väse häraders valkrets |
| Parti                                                                     | Parti                                                                     | Kandidat                                                                  | Röster                                                                    | %                                                                         | ±                                                                         |
| ------------------------------------------------------------------------- | ------------------------------------------------------------------------- | ------------------------------------------------------------------------- | ------------------------------------------------------------------------- | ------------------------------------------------------------------------- | ------------------------------------------------------------------------- |
|                                                                           | Liberala samlingspartiet                                                  | Olof Anderson                                                             | 412                                                                       | 62,2                                                                      | +5,9                                                                      |
|                                                                           | Lantmannapartiet                                                          | Andersson i Ljunggården                                                   | 250                                                                       | 37,8                                                                      |                                                                           |
| Valdeltagande                                                             | Valdeltagande                                                             | Valdeltagande                                                             | 664                                                                       | 48,8                                                                      |                                                                           |

Valet ägde rum den 26 augusti 1899. 2 röster kasserades.

### 1902
| Andrakammarvalet i Sverige 1902: Ölme, Visnums och Väse häraders valkrets | Andrakammarvalet i Sverige 1902: Ölme, Visnums och Väse häraders valkrets | Andrakammarvalet i Sverige 1902: Ölme, Visnums och Väse häraders valkrets | Andrakammarvalet i Sverige 1902: Ölme, Visnums och Väse häraders valkrets | Andrakammarvalet i Sverige 1902: Ölme, Visnums och Väse häraders valkrets | Andrakammarvalet i Sverige 1902: Ölme, Visnums och Väse häraders valkrets |
| Parti                                                                     | Parti                                                                     | Kandidat                                                                  | Röster                                                                    | %                                                                         | ±                                                                         |
| ------------------------------------------------------------------------- | ------------------------------------------------------------------------- | ------------------------------------------------------------------------- | ------------------------------------------------------------------------- | ------------------------------------------------------------------------- | ------------------------------------------------------------------------- |
|                                                                           | Liberala samlingspartiet                                                  | Olof Anderson                                                             | 369                                                                       | 62,6                                                                      | +0,4                                                                      |
|                                                                           | Partilös konservativ                                                      | J. Halldin                                                                | 220                                                                       | 37,4                                                                      |                                                                           |
| Valdeltagande                                                             | Valdeltagande                                                             | Valdeltagande                                                             | 804                                                                       | 55,4                                                                      |                                                                           |

Valet ägde rum den 7 september 1902. 215 röster kasserades.

### 1905
| Andrakammarvalet i Sverige 1905: Ölme, Visnums och Väse häraders valkrets | Andrakammarvalet i Sverige 1905: Ölme, Visnums och Väse häraders valkrets | Andrakammarvalet i Sverige 1905: Ölme, Visnums och Väse häraders valkrets | Andrakammarvalet i Sverige 1905: Ölme, Visnums och Väse häraders valkrets | Andrakammarvalet i Sverige 1905: Ölme, Visnums och Väse häraders valkrets | Andrakammarvalet i Sverige 1905: Ölme, Visnums och Väse häraders valkrets |
| Parti                                                                     | Parti                                                                     | Kandidat                                                                  | Röster                                                                    | %                                                                         | ±                                                                         |
| ------------------------------------------------------------------------- | ------------------------------------------------------------------------- | ------------------------------------------------------------------------- | ------------------------------------------------------------------------- | ------------------------------------------------------------------------- | ------------------------------------------------------------------------- |
|                                                                           | Liberala samlingspartiet                                                  | Olof Anderson                                                             | 226                                                                       | 62,2                                                                      | -0,4                                                                      |
|                                                                           | Partilös konservativ                                                      | J. Halldin                                                                | 136                                                                       | 37,5                                                                      | +0,1                                                                      |
|                                                                           | Annat                                                                     | Övriga kandidater                                                         | 1                                                                         | 0,3                                                                       |                                                                           |
| Valdeltagande                                                             | Valdeltagande                                                             | Valdeltagande                                                             | 573                                                                       | 39,1                                                                      |                                                                           |

Valet ägde rum den 9 september 1905. 210 röster kasserades.